# Lebensmittelkooperative

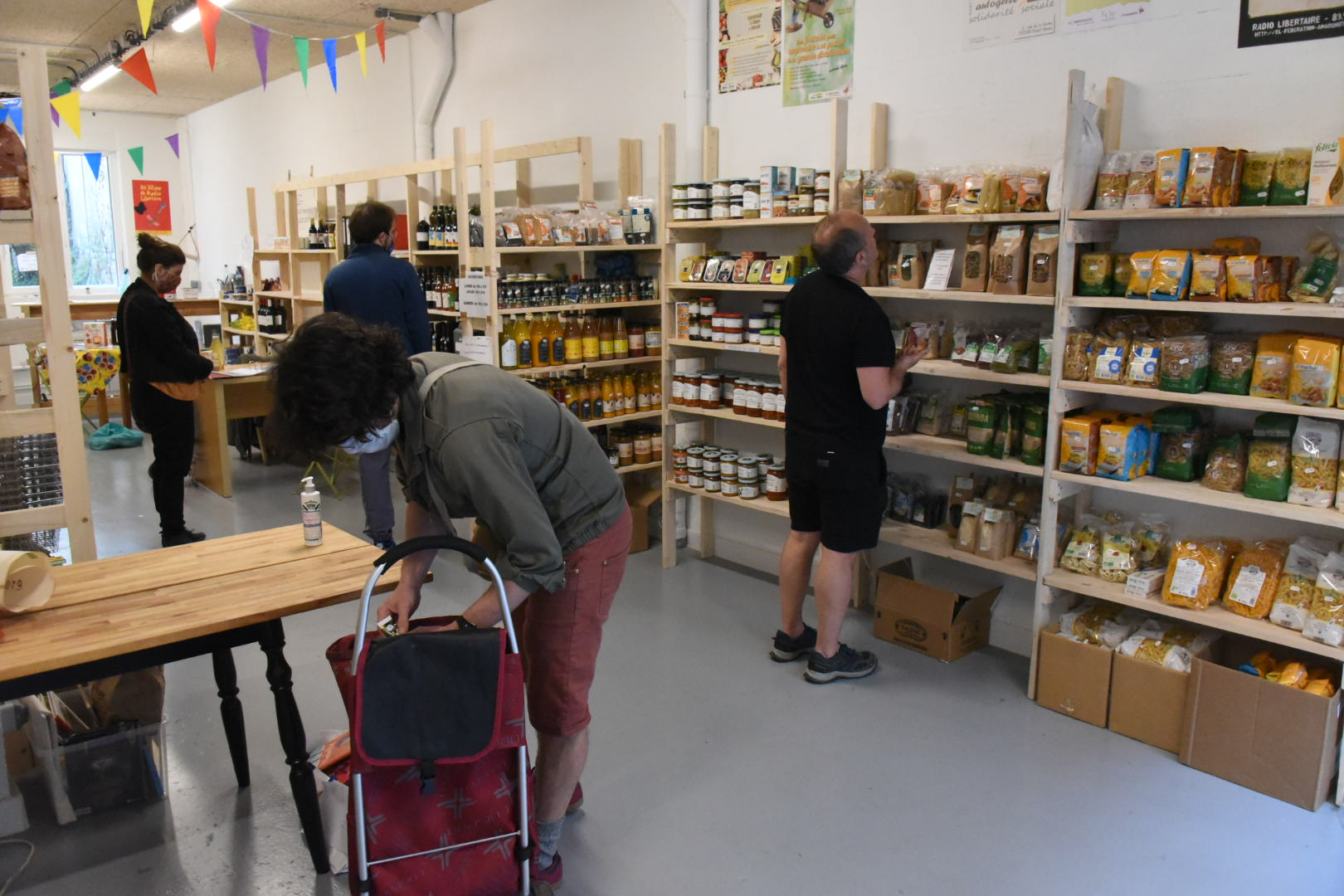
dionycoop, eine Lebensmittelkooperative in Saint-Denis, Frankreich

Eine Lebensmittelkooperative (auch oft Food-Coop als Kofferwort aus engl. food, "Nahrung", "Essen", sowie coop als Abkürzung für "Kooperative") ist ein Zusammenschluss von Personen und Privathaushalten als Einkaufsgemeinschaft zum gemeinsamen Bezug von Lebensmitteln.

## Geschichte
Die Genossenschaftsbewegung begann im 19. Jahrhundert, und die erste nennenswerte Lebensmittelgenossenschaft wurde 1832 in Rochdale, England, von Webern, den Rochdale Pioneers, gegründet. Der Ursprung der modernen Genossenschaftsbewegung begann in den 1960er Jahren, als viele Genossenschaften der "zweiten Welle" gegründet wurden. Ziel dieser Genossenschaften war es, eine ökologische und konzernlose Alternative zu den Lebensmittelketten zu bieten.
In Groß- und Universitätsstädten entstanden Lebensmittelgenossenschaften, die sich an ernährungsbewusste Menschen richteten. Die Mitglieder der Genossenschaften entschieden selbst, welche Lebensmittel sie kaufen und wie sie diese einkaufen und verteilen wollten.
Zwischen 1969 und 1979 wurden fast 10.000 Lebensmittelgenossenschaften gegründet.

## Grundlagen
Ziel ist, in und mittels einer Gemeinschaft größere Mengen Lebensmittel möglichst direkt von den Erzeugenden zu beziehen und dadurch z. B. Mindestbestellmengen im Großhandel, Rabatte oder Lieferungen an bestimmte Orte zu erreichen. Lebensmittelkooperativen funktionieren in der Regel mittels Arbeitsteilung und kollektiver (Selbst)Verwaltung, die Vereinzelung der Verbrauchenden wird aufgehoben und Konsumierende mit ähnlichen Lebensstilen finden sich zusammen.
Oft haben Lebensmittelkooperativen neben der Möglichkeit, Lebensmittel aus Öko-Anbau zu günstigeren Preisen beziehen zu können, auch noch weitergehendere Ziele wie
- Förderung eines fairen Handels
- Förderung ökologischer Landwirtschaft mit Verzicht auf Pestizide, Gülle und Gentechnik
- Unterstützung regionaler Landwirtschaft mit Direktvermarktung und kurzen Transportwegen
- Übernahme der Verantwortung für Auswirkungen eigenen Konsums (z. B. Ökologischer, Wasser- oder CO2-Fussabdruck, Ressourcenschonung, Beschränkung auf saisonale Produkte usw.)

## Formen
Es wird unterschieden zwischen Bestellfoodcoops, bei denen nur gemeinsam bestellt wird, Lagerfoodcoops, die ein gemeinsames Warenlager unterhalten, und Mitgliederläden, bei denen eingestelltes Personal für den Unterhalt eines gemeinsamen Ladens sorgt.

### Kooperativer Supermarkt
Als Form der Lebensmittelkooperativen existieren sogenannte Kooperative Supermärkte (auch Mitmach-Supermärkte oder Genossenschaftsupermärkte), die in Besitz der Mitglieder als Genossenschaft sind. Das Einkaufen ist in der Regel ausschließlich Mitgliedern vorbehalten, diese können über das Sortiment des Supermarktes mitbestimmen. 
Das Konzept Kooperativer Supermärkte findet sich schon seit längerem auf Dörfern, wo diese von den Dorfmitgliedern getragen die Lebensmittelversorgung sicherstellen können.

## Vergleich zu Solidarischer Landwirtschaft
Im Unterschied zu Lebensmittelkooperativen wird durch Solidarische Landwirtschaft (SoLaWi) versucht, die Risiken des Lebensmittelanbaus von den Produzenten (also den Landwirten) auf die Konsumenten zu verteilen. Oft werden die Lebensmittelkooperativen und SoLaWi in gegenseitiger Zusammenarbeit betrieben und von den Produzenten miteinander assoziiert. Dennoch erwerben Konsumenten bei SoLaWi nur eine zeitlich begrenzte Mitgliedschaft, während sie bei Lebensmittelkooperativen Besitzstrukturen für die Existenzdauer der Genossenschaft erwerben.

## Lebensmittelkooperativen in verschiedenen Ländern

### Europa

#### Deutschland
Die Zahl der Lebensmittelkooperativen in Deutschland liegt im vierstelligen Bereich. Bereits 1992 betrug ihre Zahl etwa 800.

#### Schweiz
In der Schweiz werden Lebensmittelkooperativen im Sinne der Agenda 2030 gefördert. Bis 2030 sollen schweizweit 500 Lebensmittelkooperativen entstehen. Im Jahr 2022 nahm in der Stadt Bern der Mitgliederladen Güter den Betrieb auf, der Erste dieser Art in der Deutschschweiz.

#### Oberösterreich
Im April 2016 drohte die Wirtschaftskammer OÖ als Vertretung der Einzelhändler einzelnen Lebensmittelkooperativen, die ohne Gewerbeschein agieren, mit Anzeigen wegen Übertretung der Gewerbeordnung. Am 12. Dezember 2016 präsentierte Umweltlandesrat Rudi Anschober als Ergebnis von Verhandlungen 7 Regeln. "Lokale Lebensmittel verteilen, ohne dabei Gewinn zu machen. – Verteillokale dürfen an maximal zwei Halbtagen in der Woche geöffnet haben. – Produzenten dürfen nicht Mitglied im Coop-Verein sein." Diese Einigung könne Modell für andere Bundesländer sein.

### USA
In den USA bildeten sich besonders in den größeren Städten ab den 1960ern und vermehrt den 1970ern etwa 10.000 Food-Coops als Alternative zu den bestehenden Lebensmittelgeschäften. Viele dieser Lebensmittelkooperativen fassen sich unter der National Cooperative Grocers (NCG) zusammen. Heute ist vor allem der Kooperative Supermarkt Park Slope Food Coop in New York mit über 17000 Mitgliedern bekannt.

## Wissenschaftliche Untersuchungen
Zahlreiche Forschungsvorhaben thematisieren die Verbindung von Lebensmittelkooperativen mit dezentralen Software-Lösungen, wie sie zum Beispiel im Carsharing Verwendung finden. Zwar seien Lebensmittelkooperativen global ein wichtiger Bestandteil in lokalen Lieferketten, durch den nachhaltige Entwicklung gefördert werden könnte, doch habe das Konzept bisher eine geringe Vorbildfunktion außerhalb der involvierten Personenkreise und sei stark davon abhängig, ob bereits im Vorfeld ausreichend gemeinsame Infrastruktur zur Verfügung stehe.